# Comarca Lagunera

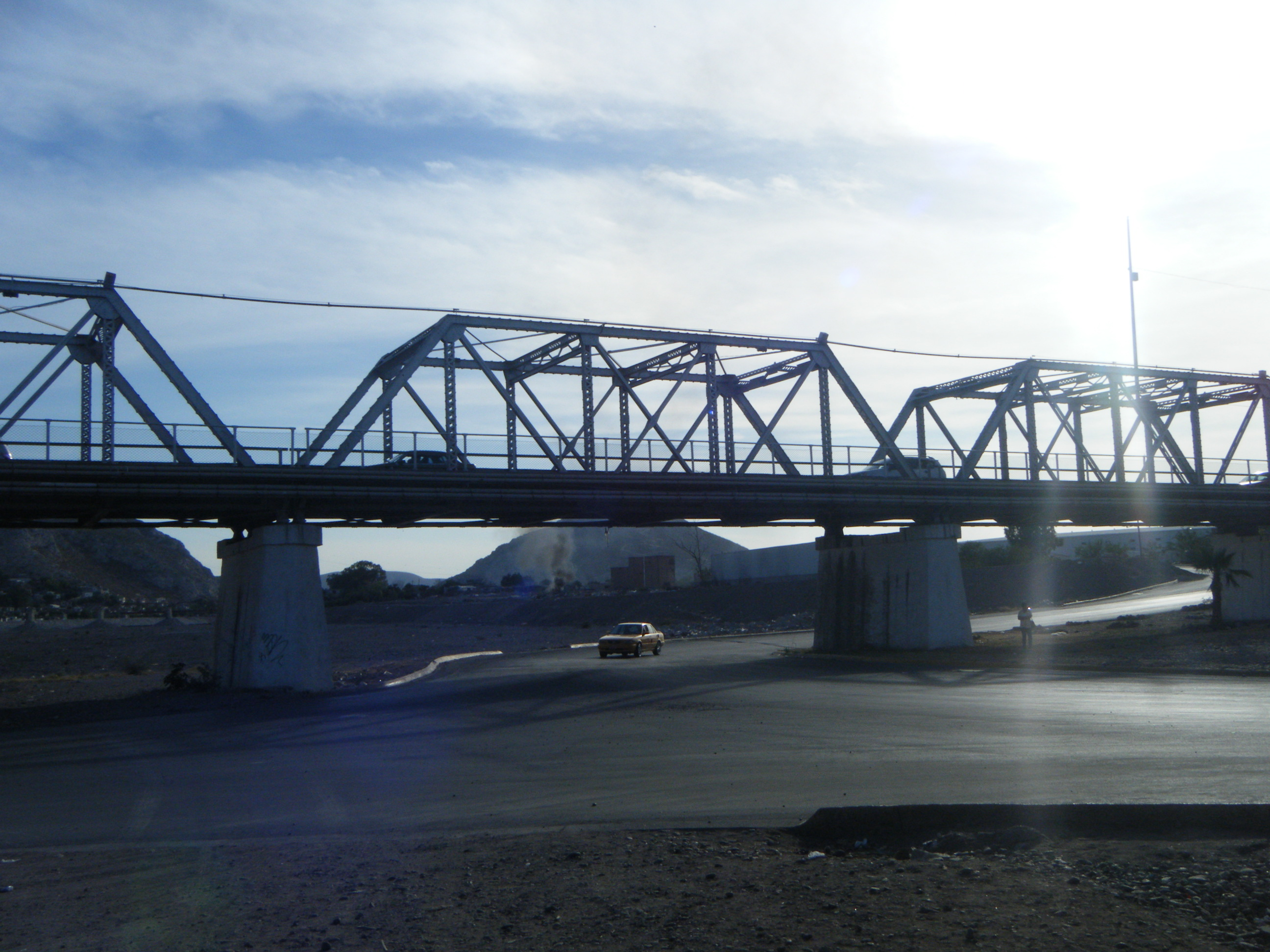
El Puente Plateado, que une a las ciudades interestatales de Gómez Palacio y Torreón, se considera el emblema principal de la comarca lagunera.

La Comarca Lagunera (coloquialmente, La Laguna) es una zona del norte de México, localizada en el Bolsón de Mapimí, donde anteriormente se encontraban 13 lagunas, entre las cuales las más importantes fueron las lagunas de Mayrán y la de Viesca.
Está conformada por seis municipios del estado de Coahuila y quince del estado de Durango. Dentro de ella se encuentra la décima zona metropolitana más poblada de México, considerada una de las conurbaciones más jóvenes y de mayor ritmo de crecimiento en México.[cita requerida]

## Origen del nombre
La Comarca Lagunera debe su nombre a las trece lagunas anteriormente existentes en esta área, entre las que destacaba la Laguna de Mayrán, la más grande de Latinoamérica y que era alimentada por los ríos Nazas y Aguanaval hasta antes de la construcción de las presas Lázaro Cárdenas y Francisco Zarco que en la actualidad regulan su afluente, por lo que las lagunas han desaparecido.

## Historia

### Los primeros pobladores
Gracias a los fósiles de amonites y reptiles marinos, se sabe hoy de los ríos, deltas y mares que conformaban la laguna de Mayrán hace aproximadamente 75 millones de años
y que hicieron posible la llegada de los primeros pobladores a esta región, que se establecieron hace más de 12.000 años en las cercanías de los ríos Nazas y Aguanaval. Entre estos pobladores cabe destacar las naciones paoquis, caviseres, ahomanes, nauopas e irritilas, estos últimos también llamados laguneros.[cita requerida]

### La Nueva Vizcaya
Las primeras expediciones a esta zona las promovieron fray Pedro Espinareda en 1566, Francisco Cano en 1568, Martín López de Ibarra en 1569 y Alberto del Canto en 1577. Ellos recorrieron las regiones del suroeste de Coahuila e incluso se apoderaron de algunas de ellas en nombre del rey español, con lo que se fundó la Nueva Vizcaya, región constituida por el suroeste de Coahuila y gran parte de Chihuahua y Durango.[cita requerida]

## Clima
La Comarca Lagunera es una zona que se caracteriza por sus limitados recursos hídricos y por su clima seco, muy caluroso en verano, pues alcanza hasta 45.3 °C, y frío en invierno, con temperaturas que oscilan entre los 8 °C y 0 °C, y llega incluso a los -7 °C grados centígrados. A excepción de Santa Clara, Victoria de Durango y la Sierra de Jimulco, donde existe un clima más seco templado, parecido al de Zacatecas, ya que el municipio y la sierra en su mayoría está a mayor altitud que la mayor parte de la comarca, sobre todo la sierra de Jimulco, que sobrepasa los 3,000 metros sobre el nivel del mar.[cita requerida]

## Orografía
Esta región, que se localiza en la zona norcentral de México, en el Desierto de Chihuahua, donde se encuentran montes de baja altura de clima árido a muy árido, zonas selváticas-boscosas denominadas "Islas del Cielo" y enclaves de alta elevación en el bosque de robles y pinos de la Sierra Madre Oriental.[cita requerida]
La escasa precipitación y las características del terreno solo favorecen la aparición de corrientes intermitentes y efímeras. Solo los principales ríos tienen flujos permanentes.[cita requerida]

## Hidrografía
En la región se observan cuatro principales usos del agua, que en orden de importancia son: agrario (89 %); público urbano (7 %); pecuario (2 %) e industrial (2 %). Del total del volumen utilizado para satisfacer estas demandas, el 60,6 % se extrae del subsuelo mediante el aprovechamiento de los acuíferos Principal, Ceballos y Oriente Aguanaval; el 39.4 % restante del volumen proviene de aguas superficiales.[cita requerida]
Las obras de almacenamiento que destacan por su importancia, todas situadas en el estado de Durango, son las siguientes:[cita requerida]
- Presa Lázaro Cárdenas o “El Palmito”, en los municipios de Indé y El Oro.

- Presa Francisco Zarco o “Las Tórtolas”, en el municipio de Lerdo.

- Presa Ing. Benjamín Ortega Cantero o “Agua Puerca", en el municipio de Mapimí.

- Presa Los Naranjos, en el municipio de Simón Bolívar.

- Presa Licenciado Francisco González de la Vega o “La Catedral”, en el municipio de Rodeo.

## División territorial

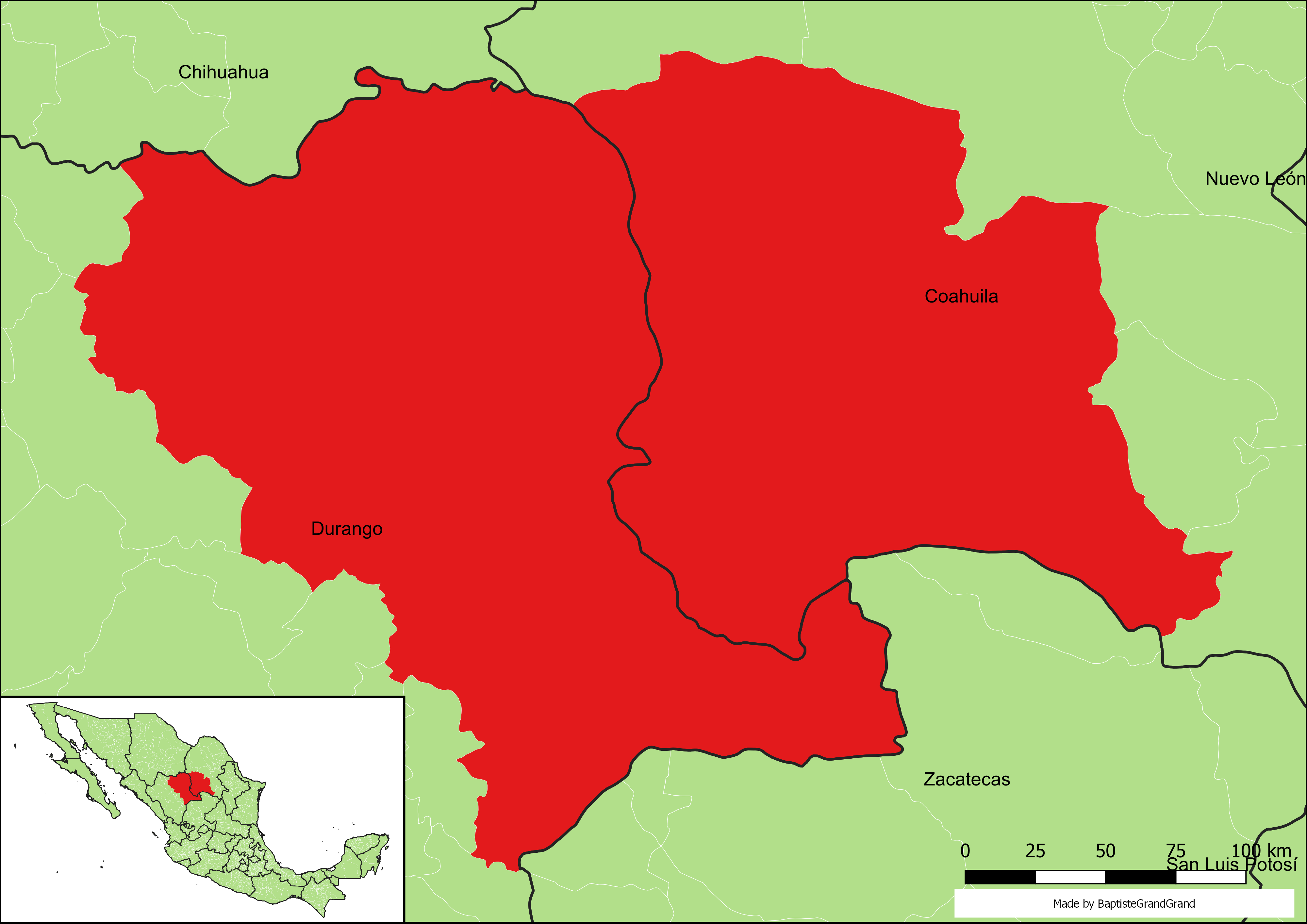
El territorio de la Comarca Lagunera.

El territorio comprendido como la Comarca Lagunera, cuenta con 1,754,142 habitantes de acuerdo a las cifras del Censo poblacional INEGI del año 2020. Representando así, alrededor del 1.39% de la población total del país (126,014,024).
Está Región, se encuentra integrada histórica y geográficamente por 20 municipios: 5 del estado de Coahuila, los cuales concentran cerca del 61% de la población (1,064,038 habitantes); y 15 del estado de Durango, concentrando el 39% restante (690,104 habitantes).

### Comarca Lagunera de Coahuila
- Torreón
- Matamoros
- San Pedro de las Colonias
- Francisco I. Madero
- Viesca

### Comarca Lagunera de Durango
- Gómez Palacio
- Lerdo
- Tlahualilo
- Mapimí
- San Pedro del Gallo
- San Luis del Cordero
- Nazas
- General Simón Bolívar
- San Juan de Guadalupe
- Cuencamé
- Peñon Blanco
- Santa Clara
- Rodeo
- Hidalgo
- Indé

En la Comarca Lagunera, la población concentra principalmente en la zona metropolitana de La Laguna.[cita requerida]

## Economía
La economía de la Comarca Lagunera es una de las de mayor crecimiento de México, considerando la gran cantidad de empresas conocidas que se establecen en las zonas industriales de Torreón y Gómez Palacio, por ejemplo la conocida empresa lechera Lala que tiene aquí su origen y el de su nombre (LA LAguna), al igual que la cadena de supermercados Soriana, además de otras marcas reconocidas, como los quesos Chilchota, Grupo Modelo, la empresa minera Peñoles, las Tiendas Extra y la tienda departamental Cimaco, entre otras.[cita requerida]

## Turismo
Los principales atractivos turísticos:

### Museos
- Museo de Los Metales
- Museo Francisco Sarabia/
- Museo de la Moneda
- Museo de la Revolución
- Museo Madero
- Museo Interactivo "Acertijo"
- Canal de la Perla
- Cristo de las Noas

### Teatros
- Teatro Nazas
- Teatro Isauro Martínez
- Teatro Alberto M. Alvarado
- Teatro Hermila Galindo (antes "Centauro")

### Parques
- Parque Fundadores
- Parque Bosque Venustiano Carranza
- Parque las Etnias
- Línea Verde
- Parque Morelos
- Parque La Esperanza
- Parque Victoria
- Teleférico
- Mirador:  Complejo turístico Cristo de las Noas
- Centros recreativos
- Puente de Ojuela
- Grutas del Rosario
- Zona del Silencio

## Deportes
La región cuenta con equipos profesionales en las diferentes ligas nacionales como son:
| Equipo                      | Deporte     | Sede    |
| --------------------------- | ----------- | ------- |
| Club Santos Laguna          | Fútbol      | Torreón |
| Algodoneros de Unión Laguna | Béisbol     | Torreón |
| Laguneros de la Comarca     | Básquetbol  | Torreón |
| Nido de los Halcones        | Lucha Libre | Torreón |

## Música
- Tropicalisimo Apache
- Tropicalisimo Flamante
- Super Bandón Pobreza
- Sonora Everest
- Chicos De Barrio
- Los Capi
- Orkeston Loko
- La Mera Vena
- Los Dos Carnales
- Banda La Rebeldía

Por mencionar algunas agrupaciones grandes de la comarca lagunera a nivel nacional e internacional.